# Salisov
Salisov (niem.  Salisfeld) – wieś, część gminy miejskiej Zlaté Hory, położona w kraju ołomunieckim, w powiecie Jesionik, w Czechach.

## Znane osoby związane z miejscowością
- Kurt Knispel (1921–1945), niemiecki pancerniak